# گرسنگی (رمان)
گرسنگی (به نروژی: Sult) نام رمانی از کنوت هامسون رمان‌نویس مطرح نروژی است. این رمان به شکل کتاب در ۱۸۹۰ و پیشتر به صورت دنباله‌دار در مجله‌ای در ۱۸۸۸ چاپ شد. این رمان در فهرست ۱۰۰۱ کتاب که باید قبل از مرگ بخوانید و همچنین فهرست روزنامه گاردین (۱۰۰۰ رمان که هر شخص باید بخواند) قرار دارد.

## خلاصه رمان
رمان دربارهٔ گرسنگی و وضع فلاکت بار جوان بی‌نامی در خیابان‌های شهر اسلو و در قرن نوزدهم است. او پول اندکی از قبل فروش مقاله و داستان به روزنامه، گدایی و دزدی به دست می‌آورد. رمان به شکل اول شخص راوی روایت می‌شود. این رمان به شکلی حیرت‌آور و روان شناختی گرسنگی و فلاکت را به توصیف می‌کشد. به‌طور مثال در قسمتی از رمان شاهد ریزش موهای قهرمان داستان بر اثر گرسنگی و سوءتغذیه شدید او هستیم.

## تأثیر و تاثر
با انتشار رمان روانکاوانه و نیمه خود زندگی‌نامه گرسنگی در سال ۱۸۹۰ شهرت هامسون به اوج خویش رسید. برخی منتقدین فرانتس کافکا را در نوشتن داستان کوتاه هنرمند گرسنه متأثر از این رمان می‌دانند.

## ترجمه فارسی
- ترجمه دکتر غلامعلی سیار، بنگاه ترجمه و نشر کتاب، تهران ۱۳۳۵
- ترجمه سیدحبیب گوهری‌راد که انتحالی از ترجمه دکتر سیار است.[۱]
- ترجمه احمد گلشیری انتشارات نگاه تحت عنوان گرسنه
- ترجمه قاسم صنعوی از انتشارات گل‌آذین

## اقتباس سینمایی
از این رمان تاکنون دو فیلم سینمایی با عنوان گرسنگی ساخته شده‌است.
- گرسنگی (۱۹۶۶) به کارگردانی هنینگ کارلسن
- گرسنگی (۲۰۰۱) به کارگردانی ماریا گیسه